# جرد
الزَّبُّود أو المَرْيون أو الجِرْد (باللاتينية: Meriones) جنس من أسرة اليرابيع تنتشر أنواعه من أفريقيا إلى منغوليا. يعيش الجرد في الصحارى الرملية والغضارية والسهوب، لكنه يمكن أن يعيش في المناطق الزراعية فيؤذي المحاصيل.

## الوصف
يتراوح طول الجرد الكهل بين 9 و18 سم (الرأس والجسم)، وطول ذيله يعادل تقريباً طول جسمه أو يزيد. يختلف الوزن حسب النوع لكنه عادة بين 30 و100 غ. الجرد يشبه الجرذان أكثر من اليرابيع الأخرى لكنه قادر على القفز. توجد في طرفيه الأماميين مخالب قوية تساعده على حفر الأوكار.